# Microichthys coccoi
Microichthys coccoi és una espècie de peix pertanyent a la família dels epigònids.

## Morfologia
Pot arribar a fer 3 cm de llargària màxima. Cos comprimit, de color blau morat i amb el perfil superior sobtadament inclinat abans de la primera aleta dorsal. Cap gros. Opercle amb una espina. Boca grossa i obliqua amb dents petites. Mandíbula inferior prominent. Escates gairebé tan llargues com altes. 8 espines i 9-10 radis tous a l'aleta dorsal i 2 espines i 8-9 radis tous a l'anal. Presenta nombrosos melanòfors (principalment sobre el peduncle caudal) i al voltant de 20 línies transversals negres als flancs. Aletes pelvianes fosques.

## Hàbitat
És un peix marí, demersal i de clima subtropical (39°N-37°N, 15°E-16°E) que viu fins als 549 m de fondària.

## Distribució geogràfica
Es troba a l'estret de Messina (Itàlia), la mar Jònica i el mar Egeu.

## Observacions
És inofensiu per als humans.